# Distretto di Kut Chap
Il distretto di Kut Chap (in thailandese: กุดจับ) è un distretto (amphoe) della Thailandia, situato nella provincia di Udon Thani.